# 紅包場
紅包場是一種臺灣的歌廳形式，多分布於台北市西門町徒步區的漢口街、峨眉街、西寧南路上。

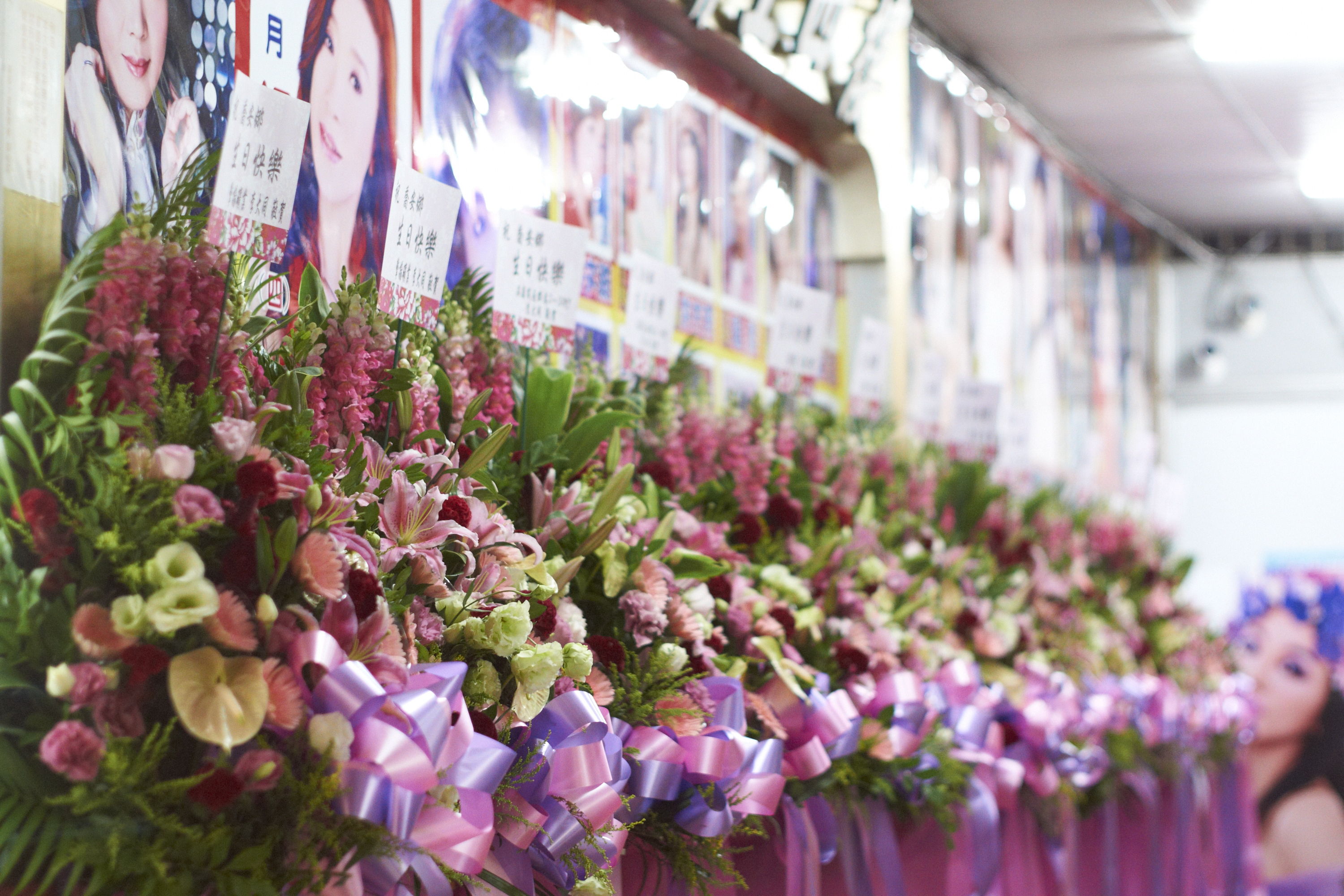
每逢紅包場歌手有特殊慶祝活動時，經常有熟客會贈予花海，以展現排場

紅包場起源於1960年代，當時針對由中國大陸來臺的軍官、軍眷，模仿上海歌廳形式設立。一開始並無「紅包場」的稱呼，因為後來有聽眾為了鼓勵自己喜愛的歌手，會直接將金錢包在紅包袋中，上前獻給演出中的歌手；漸漸的，這類型的歌廳，被稱為紅包場。
早期紅包場演唱的曲目多是1920-1950年代上海的流行歌曲，例如〈天涯歌女〉、〈舞衣〉、〈蘇州夜曲〉、〈秋水伊人〉等，聽眾也多屬於年紀較長的老兵。歌廳為了招徠客人，會為歌手另外取個「小周璇」、「小白光」等稱號，歌手也會刻意模彷當時歌手的演唱方法。
但隨著時代的演變和聽眾的轉變，曲目也由上海時期轉為1950-1970年代在臺灣、香港等地的流行歌曲，例如〈神祕女郎〉、〈情人的眼淚〉、〈意難忘〉、〈月亮代表我的心〉、〈小城故事〉、〈問白雲〉、〈甜蜜蜜〉。歌手的舞台肢體動作也較以往活潑，觀眾從過去的外省籍老兵，漸漸成為台籍中年男性居多，因此歌手的藝名選擇，也早已經跳脫上海時代的風格，近年來除了洋化以外，言情小說式的夢幻感藝名，也陸續成為歌者們的選項。
紅包場的消費不高，歌手多穿著華麗的禮服，舞臺上下交流互動熱絡是紅包場的特色之一。